# Val Page
Valentine ("Val") Page (Hackney, 1892 - Cheltenham 1978) was een Britse ingenieur, constructeur en ontwerper van motorfietsen. Hij werkte voor de Britse merken JAP, Ariel, Triumph en BSA.

## Werkgevers
| Periode   | (Moeder)bedrijf     | Plaats                     | Functie                             |
| --------- | ------------------- | -------------------------- | ----------------------------------- |
| ?-1925    | J.A. Prestwich.     | Tottenham (Londen)         | Constructeur                        |
| 1925-1932 | Components Ltd.     | Selly Oak (Birmingham)     | Hoofdconstructeur Ariel             |
| 1932-1936 | Triumph Cycles Ltd. | Yardley Wood, (Birmingham) | Hoofdconstructeur                   |
| 1936-1939 | BSA Cycles Ltd.     | Small Heath, (Birmingham)  | Hoofdconstructeur                   |
| 1939-1944 | Ariel Motors Ltd.   | Selly Oak (Birmingham)     | Hoofdconstructeur                   |
| 1944-?    | BSA-Group           | Selly Oak (Birmingham)     | Hoofdconstructeur Ariel Motors Ltd. |

## JAP
| Toptechniek en toch mooi: de door Val Page ontworpen JAP v-twin in de Brough Superior SS 100 uit 1929 |

Page ging in de leer bij John Prestwich in Tottenham, wiens JAP-inbouwmotoren tot de top van de wereld behoorden. Motorfietsfabrikanten die veel waarde aan kwaliteit, vooraanstaande techniek en schoonheid hechtten, kozen voor deze motorblokken. Val Page ontwikkelde er wegracemotoren voor o.a. Bert le Vack. Ook de V-twins die door Brough Superior in de topmodellen SS 80 en SS 100 werden gebouwd waren van de hand van Page.
| Ariel Model D uit 1926                                  |
| Het Ariel Model F uit 1929 was een Twin Port-sportmotor |
| Ariel Red Hunter                                        |

## Ariel
In 1925 kwam Page in dienst bij Components Ltd.. Dat bedrijf van Charles Sangster maakte Ariel-fietsen, motorfietsen en auto's, Fleet fietsen en triporteurs, Endless-fietsvelgen, onder de naam Midland Tube & Forging ook smeedwerk en buizen en onder de naam Oak Foundry Ltd gietmallen. Het was dus een groot bedrijf, waar Charles Sangster's zoon Jack Sangster directeur van de motorfietsafdeling was. Jack en verkoopdirecteur Victor Mole hadden een groot probleem: de gebruikte White & Poppe-zijklep-inbouwmotoren waren erg ouderwets en Ariel had behoefte aan een meer sportieve uitstraling, lees: kopklepmotoren.
Val Page had weinig tijd, want zijn nieuwe machines moesten gepresenteerd worden op de Olympia Show van 1925. Hij maakte een 500cc-kopklepmotor en een 557cc-zijklepmotor, maar had geen tijd om nieuwe frames te bouwen. Zo ontstonden het 500cc-Ariel Model D "Fast Touring" en het 557cc-Ariel Model A, die meteen succesvol werden. Het 500cc-Ariel Model C was als volbloed sportmotor de kers op de taart. In 1927, toen de nieuwe frames kwamen en de machines ook zadeltanks kregen, was de verkoop van Ariel vertienvoudigd. De Ariels staken met kop en schouder boven de concurrentie uit. In 1928 werden de machines doorontwikkeld tot Ariel Model E en Ariel Model B, waarbij het grootste verschil de fishtail pipe-uitlaten waren. In 1929 volgden twee 250cc-modellen: het Ariel Model LB met zijklepmotor en het Ariel Model LF met kopklepmotor. Het 500cc-Ariel Model F had een kopklepmotor met dubbele uitlaatpoort (Twin Port). Vlak voor zijn vertrek naar Triumph bouwde Page nog de 350- en 500cc-Ariel Red Hunters, die in 1932 op de markt kwamen en die pas in 1959 verdwenen.

### Bert Hopwood en Edward Turner
In 1926 ontdekte Val Page de pas 18-jarige Bert Hopwood, die met een technisch ontwerp een prijs had gewonnen en haalde hem naar Components Ltd. als technisch tekenaar en jongste bediende. In 1928 huurde Charles Sangster ook de 27-jarige Edward Turner in. Turner had een 500cc-viercilinder voorgesteld aan BSA, dat geen interesse had. Sangster gaf hem die kans wel en onder leiding van Val Page en samen met Bert Hopwood bouwde Turner de Ariel Square Four. Met Page, Hopwood en Turner waren waarschijnlijk de drie beste motorontwerpers van Engeland bij samengebracht, met Page als hoofdconstructeur, Turner als technisch genie en Hopwood die Turner kon helpen met tekeningen en berekeningen, een vak dat Turner niet echt machtig was.

## Triumph
In 1932 ging Components Ltd. failliet. Charles Sangster's zoon Jack wilde zijn motorfietstak echter behouden en nam het met eigen geld over van de curator. Hij kocht de Endless-velgenfabriek en bracht daar de machines naartoe (de velgenproductie werd overgenomen door Dunlop). Sangster kocht machines uit de failliete boedel voor een fractie van hun waarde en kon het beste personeel kiezen. Het ontwikkelen van nieuwe modellen zat er echter niet in. Met de nieuwe modellen van Val Page en de Square Four van Edward Turner was Ariel voorlopig voorzien en de drie topconstructeurs hadden dus weinig werk. Daar stond tegenover dat Triumph al sinds 1915 verlegen zat om een ontwerper/constructeur. Toen was Charles Hathaway plotseling overleden. Mede-eigenaar Mauritz Johann Schulte had zijn best gedaan door de kettingaandrijving voor het Triumph Model SD te ontwikkelen, maar was in 1919 vertrokken. De nieuwe directeur Claude Vivian Holbrook had pogingen gedaan om de technici van de Triumph Motor Company te laten helpen, maar zonder succes.
Nu Ariel drie feitelijk werkloze constructeurs had en Triumph erom verlegen zat, was het logisch voor Val Page om naar Triumph te gaan. Hij maakte een einde aan de slopers van Triumph, die uit de mode waren geraakt. In plaats daarvan bouwde hij een flink aantal staande eencilinders.

### Triumph Model 2-serie
Val Page's Triumph Model 2-serie volgde de 250cc-Modellen WO, WA en WP op. Die hadden nog allemaal een slopermotor, maar de nieuwe modellen 2/1 en 2/5 kregen staande cilinderders. Ze hadden allebei een kopklepmotor, maar de 2/1 was een toermodel en de 2/5 een sportmodel. Ze kregen ook een nieuwe dubbel wiegframe, het kleppenmechanisme werd ingesloten waardoor de handsmering kon vervallen en de dubbele uitlaatpoorten werden vervangen door een enkele poort. Het oliecompartiment in het carter met de problematische oliepomp werd vervangen door een 2,3 liter olietank onder het zadel. Daarvoor moest het kastje met boordgereedschap plaats maken. Dat werd vervangen door een driehoekig kastje rechts aan het achterspatbord. Hoewel het Model 2/1 goed gebouwd en betrouwbaar was, was het eigenlijk wat te zwaar omdat het zijn frame deelde met de 350cc-modellen. Daarom werd het in 1935 vervangen door het Model L 2/1.

### Triumph Model 3-serie
Het Model 3/1 had eigenlijk geen rechtstreekse voorganger. De laatste eencilinderzijklepper was het Model LW, dat een slopermotor had en dat in 1932 uit productie was gegaan. Het Model 3/1 had ook een gewijzigde boring/slagverhouding en een iets kleinere cilinderinhoud. Belangrijker was het feit dat de olievoorraad nu in een aparte tank onder het zadel zat en dat de machine een dubbel wiegframe kreeg. De machine was elegant zwart gespoten met gouden biezen op de tank, maar chroom was nauwelijks gebruikt om de prijs laag te houden. Omdat de olietank onder het zadel zat moest het kastje voor het boordgereedschap verhuizen. Het werd aan de hoog aan het achterspatbord bevestigd. De machine kreeg ook een nieuwe Girder-voorvork die nu niet alleen een frictie-stuurdemper had, maar ook een frictie-schokdemper. Het zijklepblok leek door de lage cilinderkop wat klein voor zijn frame, dat ruimte had voor de veel hogere cilinderkop van het Model 3/2. Het Model 3/1 was het enige van deze serie met drie versnellingen. Het Model 3/2 was vrijwel identiek aan het 500cc-Model 5/1, maar het had een kopklepmotor waarvan de stoterstangen op de plaats van de zijkleppen zaten. De kopkleppen waren helemaal ingesloten, zodat ze niet apart gesmeerd hoefden te worden, maar waren opgenomen in het automatische smeersysteem. Het had een handgeschakelde vierversnellingsbak. Het Model 3/5 was het topmodel uit Val Page's 350cc-serie, zoals het Model 5/5 dat bij de 500cc-modellen was. Deze machines kregen "hetere" nokkenassen, hoge compressie-zuigers, gepolijste in- en uitlaatpoorten en voetschakeling. Ze kregen ook dubbele (Two Port of Twin Port)-uitlaatpoorten en tegen meerprijs twee upswept pipes. Ze hadden kniestukken op de tank en veel meer chroom. Op de tank zat ook het instrumentenpaneel met ampèremeter, contactschakelaar, lichtschakelaar en dimlichtschakelaar. Ze waren de sportmotoren, maar door de speciale behandeling van de motoren konden ze ook als clubmanracer voor amateur-coureurs worden ingezet.

### Triumph Model 5-serie
De Modellen 5/1 en 5/3 waren de enige zijkleppers die Val Page voor Triumph ontwierp. Omdat ze bedoeld waren als zijspantrekker hadden ze een grotere cilinderinhoud van 548,6 cc. Dat werd bereikt door de slag te vergroten van 89 naar 99 mm. De kleppen zaten waar bij de kopkleppers de stoterstangen zaten, maar ze waren afgedekt door een metalen plaatje. Verder was de opbouw niet anders. Het Model 5/3 was waarschijnlijk net als het Model 5/4 De Luxe voorzien van wat meer chroom, maar details zijn niet bekend. De Modellen 5/2 en 5/4 De Luxe waren 500cc-toermachines,
Het Model 5/5, dat ook wel Triumph Mark 5 werd genoemd, was het topmodel uit de Model 5-serie van Val Page. De /5-modellen (er was ook een 350cc-Model 3/5) kregen "hetere" nokkenassen, hogere compressie-zuigers, gepolijste in- en uitlaatpoorten en voetschakeling. Het Model 5/5 kreeg ook een 8 inch-trommelrem in het voorwiel, twee upswept pipes (als optie) en kniestukken op de tank en veel meer chroom. Op de tank zat ook het instrumentenpaneel met ampèremeter, contactschakelaar, lichtschakelaar en dimlichtschakelaar. Het Het Model 5/10 (of Mark 10) was een echte wegracer, maar omdat het voor het publiek te koop was, betrof het een clubmanracer, die voor amateurcoureurs beschikbaar was. Naast de aanpassingen die het Model 5/5 al had, was er vooral gewerkt aan gewichtsbesparing: een aantal motoronderdelen waren lichter geconstrueerd, er was geen verlichting en de machine kon met of zonder kickstarter geleverd worden, omdat bij races toch altijd een duwstart werd toegepast. Er werd veel aluminium toegepast, maar de kettingkast van de primaire transmissie was zelfs van het dure elektron gemaakt.

### Triumph Model 6/1
Bovendien bouwde hij een zware 650cc-paralleltwin, het Triumph Model 6/1, jaren voordat Edward Turner met zijn Triumph Speed Twin kwam. Hierbij streek hij Turner echter tegen de haren in. Turner en Hopwood hadden bij wijze van experiment twee cilinders van de square four gehaald waardoor een 250cc-paralleltwin ontstond. Toen ze eenmaal de juiste carburateur gevonden hadden liep die motor uitstekend en zowel Page als Hopwood vroegen zich toen al af waarom ze zoveel moeite deden om een viercilinder te maken terwijl de tweecilinder zo mooi liep. Toen Page het Model 6/1 uitbracht voelde Edward Turner zich dan ook bestolen. Het Model 6/1 was een typische Val Page-constructie: sterk en degelijk maar niet bijzonder mooi afgewerkt. Het was geschikt als zijspantrekker, maar met zijn 25 pk ook als sportmotor.

## BSA
Claude Vivian Holbrook raakte uitgekeken op de motorfietsproductie van Triumph en wilde zich concentreren op de autoproductie bij de Triumph Motor Company. In 1936 verkocht hij de motorfietsproductie aan Ariel-eigenaar Jack Sangster, die Edward Turner als hoofdconstructeur maar ook als directeur aanstelde. Voor Val Page was er geen plaats meer bij Triumph, zeker niet toen korte tijd later ook Bert Hopwood om overplaatsing vroeg. Page werd met open armen ontvangen bij BSA, waar hij meteen begon met de bestaande modellen te wijzigen. Hij maakte een einde aan het voor BSA typische compartiment aan de voorkant van het carter waarin de motorolie werd meegevoerd en verving het door een meer gebruikelijke olietank onder het zadel. Hij veranderde ook de modelnamen. Opmerkelijk genoeg kregen zowel de 250- als de 350cc-modellen de beginletter "B" en de 500- en 600cc-modellen de beginletter "M".

### BSA B-serie 250 cc
De 250cc Model B-serie bestond al sinds 1923, toen het BSA Model B Round Tank verscheen. In 1937 werd de hand van Val Page als ontwerper zichtbaar. Alle modellen werden vernieuwd. De fishtail pipes verdwenen en de zijkleppen van de BSA B20 Tourer en de stoterstangen van de BSA B21 Sports werden achter elegante plaatjes verborgen. De High Camshaft-motor verdween. In plaats daarvan introduceerde Page een 250cc-versie van de Empire Star, de BSA B22 Empire Star. Dit model kreeg een aluminium primaire kettingkast, een hoge compressie-zuiger, een geharde cilinderbus en als sportmodel vanzelfsprekend voetschakeling en vier versnellingen. De namen van de B20 Tourer en de B21 Sports bleven in 1938 in gebruik, maar werden in 1939 gewijzigd in
BSA B21 Standard en BSA B21 De Luxe.

### BSA B-serie 350 cc
Met zijn 350cc-Model B-serie bracht Val Page de 350cc-zijkleppers na vier jaar weer terug. Hoewel hun populariteit tanende was, bleven behoudende klanten geïnteresseerd in de koppelkrachtige, rustig lopende machines. Page ontwikkelde wel nieuwe motoren met een andere boring/slagverhouding. Zo verscheen in 1937 de BSA B23 Tourer. De machine was bedoeld als commuter bike voor woon-werkverkeer en vrij eenvoudig uitgevoerd. Ze had wel standaard een Lucas-elektrische lichtinstallatie (die had BSA al in 1933 als standaarduitrusting ingevoerd), maar geen passagierszadel en zelfs geen bagagerek. Klanten konden die tegen meerprijs wel aanschaffen. Het kastje met boordgereedschap zat aan de rechterkant van het achterspatbord. De machine was in de gebruikelijke BSA-kleuren uitgevoerd, met een zwart frame en een verchroomde tank met groene flanken. Het gebruikelijke instrumentenpaneel op de tank was er niet meer. De machine had alleen nog een snelheidsmeter op het stuur. De bediening van gas en voorontsteking gebeurde met ouderwetse manettes. Er was alleen een achterwielstandaard toegepast en de machine had een fishtail pipe-uitlaat. In 1938 bleef de B23 Tourer ongewijzigd in productie. Page vernieuwde ook de motoren van de kopkleppers, hoewel hij de boring en de slag onveranderd liet. In 1937 bracht hij het aanbod wel terug van vijf naar slechts drie modellen: De BSA B24 Empire Star als opvolger van de R5 Empire Star, de BSA B25 Competition als vervanger van de R19 De Luxe Competition en de BSA B26 Sports als vervanger van de R17 Standard. De R20 New Blue Star kreeg geen opvolger en de R4 De Luxe werd opgevolgd door de M19 De Luxe met een verkleind 500cc-blok.

### BSA M-serie 500 cc
Val Page ging met de M-serie terug naar de lange slag-motoren. Al zijn 500cc-modellen kregen een boring van 82 mm en een slag van 94 mm. Het gaf hem de mogelijkheid om de verbrandingsruimte van de zijkleppers klein te houden, maar kostte vermogen van de kopkleppers. Desondanks reed Wal Handley met Page's BSA M23 Empire Star op Brooklands een rondegemiddelde van meer dan 100 mijl per uur (107,57 mph), wat BSA een Gouden Ster opleverde. Dat was de basis voor de BSA Gold Star. De M-serie kende twee "buitenbeentjes": de BSA M19 De Luxe (1937-1938) een 350cc-model dat in plaats van de 350cc-B-serie met een boring/slagverhouding van 71 x 88 mm een verkleinde M-motor met een boring/slagverhouding van 68,8 x 94 mm had en de BSA M33 (1949-1957) die een BSA B33-kopklepmotor in een M-serie frame kreeg.

#### Zijkleppers
De BSA M20 Tourer volgde in 1937 de W6 op. Er waren grote verschillen. De W6 had een dubbel wiegframe, een boring/slagverhouding van 85 x 88 mm, de olie van het dry-sump-smeersysteem zat in een apart compartiment aan de voorkant van het carter en de magdyno die voor de ontsteking en de stroomvoorziening zorgde zat voor de cilinder. Dat werd bij de M20 Tourer allemaal veranderd. De M20 werd als solomotor verkocht, maar was nadrukkelijk ook bedoeld als zijspantrekker. De machine werd in 1937 en 1938 geproduceerd. De BSA W-M20 was de militaire versie van de M20 die tijdens de Tweede Wereldoorlog werd ingezet en die ook wel BSA WD M20 (War Department M20) werd genoemd. Een eerste prototype van een militaire M20 werd al in 1936 voor tests aangeboden aan het MWEE (Mechanical Warfare Experimental Establishment). Dat betekent dat Val Page al in het jaar dat hij bij BSA begon dit eerste model maakte. De machine, die toen nog K-M20 heette, zakte voor de test wegens te grote slijtage toen de zuiger al na 10.000 km aan vervanging toe was. In 1937 slaagden twee machines nipt voor de 10.000 mijl (16.000 km)-test. In 1938 kreeg de machine kritiek voor het hoge gewicht, de lage topsnelheid en de beperkte bodemvrijheid, maar pluspunten voor de betrouwbaarheid en het eenvoudige onderhoud. In 1938 werd een klein aantal groen gespoten burgerversies geleverd aan de British Army, de Royal Navy en de Royal Air Force maar pas eind 1940 kwam de order voor de levering van grote aantallen W-M20's. Dat was waarschijnlijk het gevolg van het bombardement op Coventry op 14 november 1940, waarbij de Triumph-fabriek vernietigd werd. Dat betekende dat Triumph de gekozen militaire motorfiets, de Triumph 3TW, niet kon leveren. Ook de BSA-fabriek waar de W-M20 werd gebouwd werd vernield, maar BSA bezat vanwege de grote wapen- en munitieproductie in totaal 67 fabrieken, waardoor de productie elders kon worden voortgezet. Uiteindelijk leverde BSA ruim 125.000 exemplaren tijdens de oorlog, maar nog lang daarna bleef de BSA W-M20 vanwege de beschikbaarheid van onderdelen en het eenvoudige onderhoud dienst doen als legermotor. Hier en daar zelfs tot eind jaren zestig. Het Britse leger verving de machine in 1967 door de B40 WD GB.

#### Kopkleppers
De kopkleppers uit de M-serie waren de opvolgers van de sportieve BSA Q-serie, die bestond uit een basismodel (Q7), een Empire Star (Q8) en de laatste Blue Star (Q21). De Q7 werd vervangen door de BSA M22 Sports, de Empire Star door de BSA M23 Empire Star die feitelijk ook de Blue Star verving. Terwijl de M-serie zijkleppers nog tot 1963 in productie bleven, werden de kopkleppers na de Tweede Wereldoorlog opgevolgd door de B33-serie.

### BSA M-serie 600 cc
De 600cc-M-serie bestond al vanaf 1933, maar in 1937 begon Val Page met zijn eigen aanpassingen. Daardoor ontstonden de zwaardere uitvoeringen van de 500cc-M-serie, die onder meer emplooi vonden als wegenwacht-zijspantrekker. Page vergrootte de 500cc-BSA M20 Tourer tot de 600cc-BSA M21 Tourer, aanvankelijk nog met de boring/slagverhouding van de eerdere modellen, maar in 1938 werd ook de motor gewijzigd. In 1939 veranderde de naam in BSA M21 en die zou pas in 1963 uit productie gaan. De serie kende al sinds 1936 geen kopklepmotoren meer en Val Page bracht die ook niet terug.

### BSA C-serie
Val Page ontwierp voor het modeljaar 1938 de 250cc-BSA C10, die naast de B20 Tourer verscheen. Het was een 250cc-zijklepper die als belangrijkste verschil een "car-type ignition" (auto-ontsteking) kreeg. Dat betekende een accu-bobine-ontsteking waarbij de bobine onder de tank hing, terwijl de stroomverdeler, een gewoon auto-exemplaar, als een paddenstoel op de voorkant van het carter zat en 45° voorover helde. De C10 was duidelijk een spaarmodel, dat slechts 37 pond en 10 shilling kostte. De BSA C11 kwam in 1939 op de markt. Ze was identiek aan de C10 De Luxe met voetschakeling, maar had een kopklepmotor. In 1941 werd de productie onderbroken door de Tweede Wereldoorlog.

### BSA Empire Star-serie
De BSA Empire Star bestond al voor de komst van Val Page. Het was de BSA Blue Star-serie die in 1936 werd omgedoopt ter gelegenheid van het zilveren jubileum van koning George V. Het 350cc-model van deze serie was de R5 Empire Star met nog het oliecompartiement voor het carter en het dubbele (two port) uitlaatsysteem. Page's B24 Empire Star had een olietank en een herziene motor met aparte olietank. De stoterstangen werden ingekapseld en de magdyno verhuisde van de voorkant naar de achterkant van de cilinder. De dubbele uitlaatpoorten leverden behalve gewicht niets op en verdwenen. Ook de 500cc-M23 Empire Star van 1937 was van de hand van Val Page. Hij kreeg dezelfde wijzigingen als het 350cc-model. Bovendien gaf hij de machine een semi-dubbel wiegframe. De machine had een laaggeplaatste fishtail pipe, maar die kon op verzoek vervangen worden door een upswept pipe. Klanten die dat wilden konden een Two Port-motor met twee upswept pipes bestellen. Hoe sterk de motor was is niet bekend, maar de standaard BSA M22 Sports leverde 22 pk, zodat de Empire Star met de als accessoire bijgeleverde hoge compressie-zuiger zeker sterker was. De M23 Empire Star bleef tot 1938 in productie en werd geadverteerd als "The Masterpiece of the Industry".

#### BSA M23 Empire Star racer
In 1937 benaderde Bert Perrigo, hoofd van de sportafdeling van BSA, oud-coureur Wal Handley. Handley, viervoudig winnaar van de TT van Man en drievoudig Europees kampioen wegrace, was in 1936 gestopt met racen. Hij was net als Perrigo lid van de Midland Aero Club, een vereniging van luchtvaartenthousiasten en hobbypiloten. Perrigo haalde Handley over nog een keer aan de start te komen.
In 1937 nam Wal Handley deel aan twee door de BMCRC georganiseerde races op het circuit van Brooklands. Hij gebruikte daarvoor een door Len Crisp (frame) en Jack Amott (motor) getunede M23 Empire Star met een standaard gietijzeren cilinder en cilinderkop, maar met een hoge compressie zuiger zodat de compressieverhouding op 13:1 kwam. De motor had speciale racenokkenassen, een racemagneet voor de ontsteking en liep op methanol. Het vermogen werd geschat op 34 pk. Handley won de eerste race met een gemiddelde van 102,27 mijl per uur en in de derde en laatste ronde reed hij 107,57 mph gemiddeld. Dit rondegemiddelde leverde BSA een "Gold Star" op, een prijs voor een rondegemiddelde van meer dan 100 mijl per uur. In de tweede race botste Handley op een tegenstander, waarbij de motorfiets onherstelbaar beschadigd werd.
De gouden ster legde de basis voor de BSA M24 Gold Star, die in 1938 verscheen en op zijn beurt aan de basis zou staan voor de na-oorlogse BSA Gold Star-serie.

### BSA M24 Gold Star
In 1938 kwam een replica van de machine van Handley in de normale verkoop. Het was Val Page wel duidelijk dat de machine nooit een topracer kon worden, want hij had nog stoterstangen terwijl overal in de wereld al machines met bovenliggende nokkenassen, compressoren en meer cilinders verschenen. Bovendien was men bij BSA sinds het debacle tijdens de TT van 1921, waar geen enkele fabrieksrijder de streep haalde, wars van alles wat met fabrieksracers te maken had. Maar het Verenigd Koninkrijk kende ook de clubmanraces, waarin amateurs met snelle sportmotoren tegen elkaar streden. Een motor die daar goed in presteerde en ook nog gewoon te koop was leverde een geweldige promotie op. Het moest dan ook een echte topmotor worden. De JM24 Gold Star werd daarom ook met dure onderdelen en materialen gebouwd en elk exemplaar werd op de vermogensbank getest. Het motorblok was uit aluminium gegoten en de versnellingsbak uit het peperdure elektron. De topsnelheid van de M24 was "slechts" 145 km/h. Vergeleken met de machine van Handley was dat weinig, maar vergeleken met de concurrentie was het heel behoorlijk. Toch moest Page ook een concessie doen aan de boekhouders van BSA: het frame mocht hij niet opnieuw ontwikkelen, maar hij mocht er wel lichtgewicht Reynolds-531-buizen voor gebruiken. Door dat lichte frame vervielen ook de zijspanaansluitingen, maar de Gold Star was dan ook niet als zijspantrekker bedoeld. De machine kostte 82 pond en 10 shilling. Al in de zomer van 1938 keerde BSA op haar schreden terug. De M24 Gold Star kon als sportmotor niet echt concurreren tegen machines als de (tegelijk gepresenteerde) Triumph Speed Twin. Daarom werd halverwege het jaar al begonnen met de productie van het 1939-model KM24 Gold Star, dat veel "toeristischer" was met diepere spatborden, een instrumentenpaneel op de tank en het gereedschapskastje weer op de gebruikelijke plaats tussen de buizen van het achterframe.

### BSA A7
Na het verschijnen van de 500cc-tweecilinder Triumph Speed Twin moesten de andere Britse merken wel antwoorden. Dat zou na de Tweede Wereldoorlog leiden tot het AJS Model 20, de Matchless G9, de Norton Dominator, de Royal Enfield Twin, de Ariel KH 500 en de Sunbeam S7. BSA reageerde al in 1939, toen Val Page samen met Herbert Parker en David Munro het eerste prototype van de BSA A7 bouwde. Hoewel de machine vrijwel productierijp was, kwam ze nog niet op de markt. Page vertrok in 1939 naar zijn oude werkgever Ariel en het uitbreken van de oorlog belette Parker en Munro er de laatste hand aan te leggen. BSA produceerde machinegeweren, snelvuurkanonnen, luchtdoelraketten, affuiten, antitankgeweren en gewone geweren. Daarnaast ook de 125.000 BSA W-M20 motorfietsen die als militaire modellen waren gekozen. Men moest ook nog de verloren motorfietsen door de evacuatie uit Duinkerke vervangen, maar ook de juist opgerichte Local Defence Volunteers (later bekend als de Home Guard) van motorfietsen en wapens voorzien. De fabriek werd tijdens het bombardement op Coventry (14 november 1940) gebombardeerd waarbij 53 doden en 89 gewonden vielen. Uiteraard viel de productie van luxe modellen en sportmotoren stil, maar omdat BSA meerdere fabrieken had kon de productie van militaire motorfietsen snel weer worden opgestart. Het ontwerp van de BSA A7 had tijdens de oorlog niet zomaar op de plank gelegen. Herbert Parker werkte eraan verder en er werd een aantal prototypen gebouwd. In september 1946 werd de eerste machine naar Parijs gevlogen om daar gepresenteerd te worden met de slogan: "It's time YOU had a BSA!". In 1947 kwam ze op de markt.

## Ariel
In 1939 haalde Jack Sangster Val Page terug naar Ariel. Ariel was toen al druk met pogingen om een militaire motorfiets voor het War Office te maken, maar alle ontwerpen werden afgekeurd. Page was waarschijnlijk betrokken bij de ontwikkeling van de 350cc-Ariel W/NG, die begin 1940 klaar was. Het Franse leger plaatste een bestelling, maar het Britse War Office keurde de machine slechts "voor noodgevallen" goed, maar het noodgeval kwam in de vorm van de operatie Dynamo, de evacuatie uit Duinkerke, waarbij de Britse troepen al hun materieel moesten achterlaten. In 1944 verkocht Sangster het merk Ariel aan de BSA-group, die nu bestond uit BSA, Sunbeam en Ariel. Page kwam zo - indirect - toch weer bij BSA terecht, hoewel de drie merken tamelijk autonoom handelden en hun eigen modellen bleven voeren. Page moest verantwoording afleggen aan Ariel-directeur Ken Whistance, die op zijn beurt ondergeschikt was aan het management van de BSA-group onder leiding van Edward Turner. Ariel ging na de oorlog verder met de productie van machines die nog steeds gebaseerd waren op Page's Ariel Red Hunter en Edward Turner's Ariel Square Four. Ze kregen een telescoopvork en plunjervering en vanaf 1954 een swingarm-achterbrug met twee veer/demperelementen. Val Page was als hoofdconstructeur verantwoordelijk voor de ontwikkeling. In 1948 bouwde hij de Ariel KG 500 en de Ariel KH 500, 500cc-paralleltwins die niet erg leken op zijn eerdere BSA A7. Bij de Ariels zaten de stoterstangen links en rechts van het cilinderblok, zodat er tussen de cilinders ruimte bleef voor de koellucht. Bij de BSA zaten vier stoterstangen achter het cilinderblok en bij de Triumph Speed Twin zaten er twee voor en twee achter het cilinderblok. De KH 500 heette aanvankelijk ook Red Hunter, later Huntmaster en de laatste versie uit 1957 heette Fieldmaster. De verkopen vielen tegen, enerzijds door de grote concurrentie op de Britse markt, anderzijds omdat Ariel geen sportsuccessen kende die de verkoop zouden stimuleren. De BSA-group investeerde ook niet veel geld in het kleine Ariel, zeker niet nadat in 1951 ook het grote Triumph was toegetreden. De Ariel FH 650 Huntmaster vereiste ook niet veel ontwikkelingsgeld: het was een BSA A10 Golden Flash-blok in een Ariel-frame. In 1954 bracht Page de Ariel LH 200 Colt met kopklepmotor uit en in 1957 bouwde hij samen met Bernard Knight de 250cc-Ariel Leader. Het was de tijd dat enkele motorfietsmerken zich gingen richten op de scooterrijders. De Ariel Leader was net als bijvoorbeeld de Aermacchi Chimera een motorfiets met veel plaatwerk, zodat de berijder net als bij een scooter schone, droge kleding behield tijdens het woon-werkverkeer. De Leader had een 250cc-tweetaktmotor en kon tegen meerprijs kon worden uitgevoerd met een kofferset en elektrische richtingaanwijzers, maar het werd geen succes. Hoewel de Leader tot 1965 in productie bleef, verscheen er al in 1959 een "gestripte" versie, de Ariel Arrow.

## Trivia
| Kawasaki Meguro K2 uit 1965 |

### Kawasaki
Indirect is de Kawasaki W800 een eerbetoon aan Val Page. Het is een retro bike die verwijst naar de eerste zware Kawasaki-motorfiets, de 650cc-Kawasaki W1 uit 1965. Die machine kwam feitelijk van Meguro, dat in 1964 door Kawasaki Heavy Industries was overgenomen. Meguro had de 500cc-Meguro K2 gebouwd, een kopie van Page's BSA A7. De machine werd korte tijd als "Kawasaki Merguro K2" geleverd.